# 弗拉内·马托希奇
弗拉内·马托希奇（1918年11月25日—2007年10月29日），克罗地亚男子足球运动员，司职前锋。他曾入选1948年夏季奥林匹克运动会南斯拉夫男子足球队名单，但并未上场参赛。